# Thyrohyrax
Thyrohyrax був родом травоїдних ссавців групи даманоподібних. Можливо, він був напівводним, виходячи із ізотопного співвідношення його зубної емалі. Скам'янілості належать олігоцену Єгипту, Кенії, Лівії, Оману; а також еоцен Алжиру.